# Grand Prix moto de Suisse 1954
Le Grand Prix moto de Suisse 1954 est la septième manche du Championnat du monde de vitesse moto 1954. La compétition s'est déroulée le 21 au 22 août 1954 sur le Circuit de Bremgarten. C'est la 24e édition du Grand Prix moto de Suisse et la 6e édition comptant pour le championnat du monde. C'est également la dernière compétition moto à la suite de la tragédie des 24 heures du Mans 1955, où les autorités suisses décidèrent d'interdire les courses sur circuit sur leur territoire, et le GP disparut du calendrier tandis que le circuit fut abandonné.

## Résultats des 500 cm³
| Pos  | Pilote             | Moto       | Temps/Écart       | Points |
| ---- | ------------------ | ---------- | ----------------- | ------ |
| 1    | Geoff Duke         | Gilera     | 1 h 21 min 04 s 6 | 8      |
| 2    | Ray Amm            | Norton     | +3 s 7            | 6      |
| 3    | Reg Armstrong      | Gilera     | +58 s 5           | 4      |
| 4    | Jack Brett         | Norton     | +1 min 18 s 3     | 3      |
| 5    | Rod Coleman        | AJS        | +2 min 48 s 3     | 2      |
| 6    | Derek Farrant      | AJS        | +1 tour           | 1      |
| 7    | Pierre Monneret    | Gilera     | +1 tour           |        |
| 8    | Leo-Trevor Simpson | Matchless  | +1 tour           |        |
| 9    | Luigi Taveri       | Norton     | +2 tours          |        |
| 10   | Hans Bartl         | BMW        | +3 tours          |        |
| 11   | Florian Camathias  | Norton     | +8 tours          |        |
| Abd. | Ken Kavanagh       | Moto Guzzi | Abandon           |        |
| Abd. | Otello Spadoni     | Gilera     | Abandon           |        |
| Abd. | Philip Heath       | Norton     | Abandon           |        |
| Abd. | Helmut Volzwinkler | Matchless  | Abandon           |        |
| Abd. | Fergus Anderson    | Moto Guzzi | Abandon           |        |
| Abd. | René Del Torchio   | Matchless  | Abandon           |        |
| Abd. | Roy Godwin         | Norton     | Abandon           |        |
| Abd. | Georg Braun        | Horex      | Abandon           |        |
| Abd. | Firmin Dauwe       | Norton     | Abandon           |        |
| Abd. | Arthur Fenn        | Norton     | Abandon           |        |
| Abd. | Bob McIntyre       | AJS        | Abandon           |        |
| Abd. | John Storr         | Norton     | Abandon           |        |

## Résultats des 350 cm³
| Pos | Pilote             | Moto       | Temps             | Points |
| --- | ------------------ | ---------- | ----------------- | ------ |
| 1   | Fergus Anderson    | Moto Guzzi | 1 h 04 min 54 s 9 | 8      |
| 2   | Ken Kavanagh       | Moto Guzzi | +0 s 3            | 6      |
| 3   | Ray Amm            | Norton     | +39 s 2           | 4      |
| 4   | Jack Brett         | Norton     | +1 min 33 s 4     | 3      |
| 5   | Rod Coleman        | AJS        | +2 min 00 s 5     | 2      |
| 6   | Bob McIntyre       | AJS        | +2 min 22 s 3     | 1      |
| 7   | Enrico Lorenzetti  | Moto Guzzi | +2 min 30 s 8     |        |
| 8   | Derek Farrant      | AJS        | +2 min 46 s       |        |
| 9   | Alano Montanari    | Moto Guzzi | +1 tour           |        |
| 10  | Leo-Trevor Simpson | AJS        | +1 tour           |        |
| 11  | John Storr         | Norton     | +1 tour           |        |
| 12  | Helmut Volzwinkler | Velocette  | +2 tours          |        |
| 13  | Hans Haldemann     | Norton     |                   |        |
| 14  | Phil Heath         | AJS        |                   |        |
| 15  | Firmin Dauwe       | Norton     |                   |        |
| 16  | Mazanec            | AJS        |                   |        |
| 17  | Haldinger          | Horex      | +4 tours          |        |

## Résultats des 250 cm³
| Pos | Pilote              | Moto       | Temps             | Points |
| --- | ------------------- | ---------- | ----------------- | ------ |
| 1   | Rupert Hollaus      | NSU        | 1 h 01 min 56 s 7 | 8      |
| 2   | Georg Braun         | NSU        | + 3 min 25 s 1    | 6      |
| 3   | Hermann Paul Müller | NSU        | + 1 tour          | 4      |
| 4   | Luigi Taveri        | Moto Guzzi | + 1 tour          | 3      |
| 5   | Roberto Colombo     | Moto Guzzi | + 1 tour          | 2      |
| 6   | Walter Vogel        | Adler      | + 1 tour          | 1      |
| 7   | Florian Camathias   | Moto Guzzi |                   |        |

## Résultats des Sidecars
| Pos | Pilote           | Passager       | Moto   | Temps         | Points |
| --- | ---------------- | -------------- | ------ | ------------- | ------ |
| 1   | Wilhelm Noll     | Fritz Cron     | BMW    | 53 min 43 s 1 | 8      |
| 2   | Cyril Smith      | Stanley Dibben | Norton | +27 s 7       | 6      |
| 3   | Willy Faust      | Karl Remmert   | BMW    | +40 s 7       | 4      |
| 4   | Walter Schneider | Hans Strauß    | BMW    | +1 min 53 s 4 | 3      |
| 5   | Eric Oliver      | Les Nutt       | Norton | +1 min 59 s   | 2      |
| 6   | Hans Haldemann   | Luigi Taveri   | Norton | +2 min 26 s 5 | 1      |
| 7   | Bob Mitchell     | Max George     | Norton | +2 min 26 s 6 |        |
| 8   | René Bétemps     | André Drivet   | Norton | +1 tour       |        |